# Il prigioniero di Fort Ross
Il prigioniero di Fort Ross (Northwest Outpost) è un film statunitense del 1947 diretto da Allan Dwan.